# Wien Südbahnhof
A Wien Südbahnhof (szó szerinti fordításban: Bécs Déli pályaudvar) Bécs egyik multimodális tömegközlekedési csomópontja és 2009. december 13-án kezdődött átépítéséig legnagyobb vasúti fejpályaudvara volt. A pályaudvar másfél évszázadnál is hosszabb története az osztrák vasutak fejlődését követi. A bontásra ítélt épületegyüttes jelentős része az 1960-as években épült, magán hordozta a korszak jellegzetes stílusjegyeit. A megkezdődött átépítés során a pályaudvar túlnyomó részét lebontották, és csak bizonyos viszonylatok forgalma maradt itt átmeneti kialakítású állomásépületben. Az állomás szerepét 2012-től a helyén felépülő Wien Hauptbahnhof vette át.

## Története

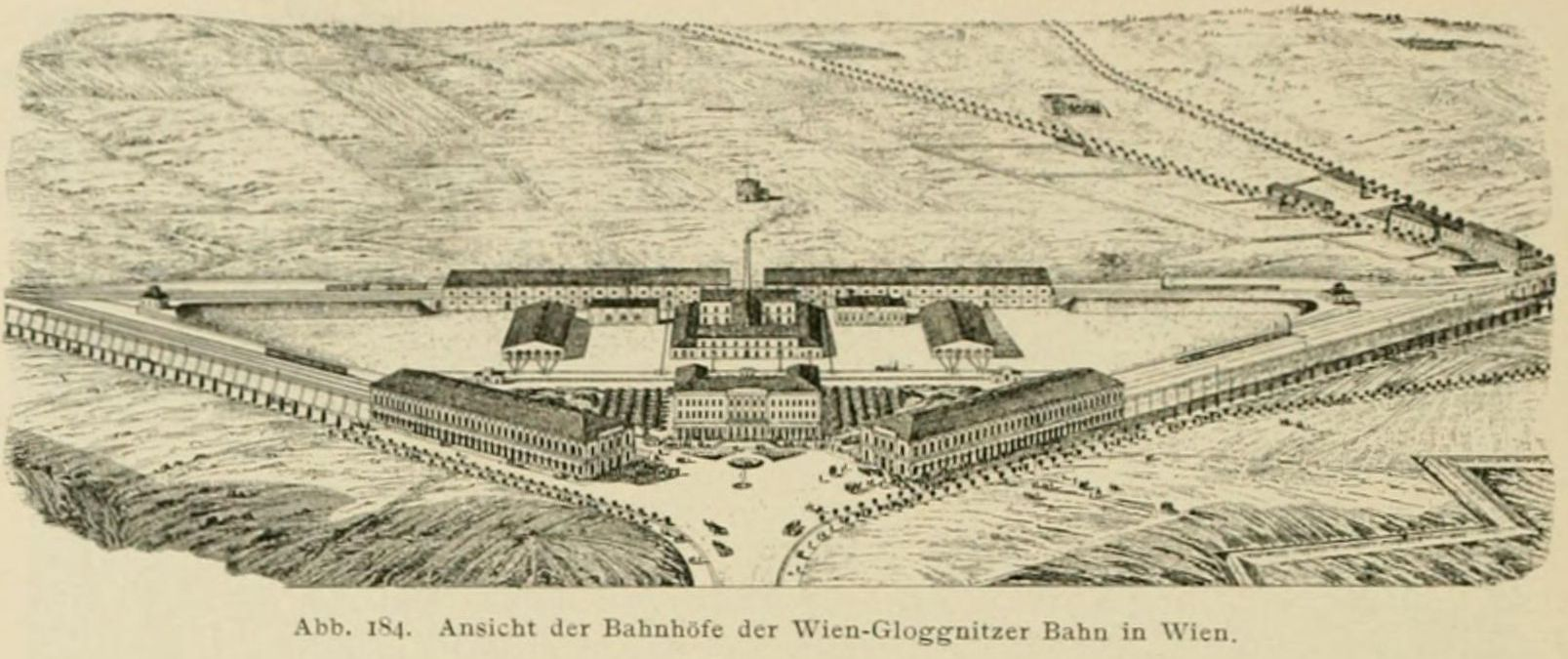
A Gloggnitzer Bahnhof és a Raaber Bahnhof, később a névadó vasúttársaságok egyesülésével az egész lett a Südbahnhof

A mostani állomás legkorábbi előzményei a Gloggnitzer Bahnhof, a Südbahn végállomása és a Raaber Bahnhof, az Ostbahn kiinduló állomása. A két állomás kb. 90 fokban van elforgatva egymáshoz képest. Az épületet Mathias von Schönerer építette 1841 és 1846 között klasszicista stílusban a Belvedere kastély és a Favoriten külvárosa között.

## Az állomás szerepe az átépítés megkezdése előtt
A 2000-es években a Südbahnhof a bécsi városi és elővárosi közlekedésben játszott meghatározó szerepe mellett a nemzetközi vasúti forgalomban is fontos volt.
A többszintes állomás alsó, felszín alatti állomásrészben (21-es és 22-es vágányok) a bécsi S-Bahn egyes vonalainak állomása található, itt napközben 3-5 percenként követik egymást a szerelvények. A vonatok itt az S-Bahnra jellemző módon balra tartás szerint közlekednek, azaz a két sín közül a menetirányba eső bal oldali sínen futnak.
A földszinten, ahol az épületegyüttes csatlakozott a városi villamos- és buszforgalomhoz, volt található a tágas légterű, jellegzetesen 60-as évekbeli építészeti stílusú utasforgalmi csarnok, ahol a jegyárusító automaták, pénztárak, utastájékoztatás és üzletek kaptak helyet, továbbá az állomásépület előtt volt a Schwechatra induló reptéri busz megállója is. Az épület jelentős üvegfelületeinek köszönhetően napközben jól bevilágított volt, ekkorra azonban ez már hátrányokat is hordozott magában: a tetőszerkezet az állomás bezárása előtt már olyannyira megrongálódott, hogy esős időben számos helyen befolyt a víz.
A földszintről érdekes térbeli megoldással elrendezett mozgójárdák és mozgólépcsők vezettek az Ostbahnhof (1-9 vágányok) peronjára, illetve az ennél is magasabban fekvő, tulajdonképpeni Südbahnhof peronjaira.
A pályaudvar Ostbahnhof része szolgálta ki az S60-as S-Bahn-vonalat Bruck an der Leitha felé, mely Hegyeshalmon át Győrbe, illetve Nezsideren keresztül Fertőszentmiklósra menő Eurorégió-vonalakban folytatódik Magyarország, illetve Köpcsényen keresztül Pozsony (Bratislava-Petržalka) felé, de ugyancsak innen indultak Marcheggen át a pozsonyi főpályaudvar felé a vonatok, biztosítva ebben az irányban is Szlovákia és tovább Csehország, Lengyelország és Németország egyes részei felé a nemzetközi vasúti összeköttetést.
Ugyancsak a Südbahnhofról indultak Wien Meidling állomáson át a mödlingi vonal járatai, illetve Bécsújhely és Sopron (és tovább Sopronkeresztúr) felé a GYSEV-vonatok, a Semmeringi vasúton át pedig Mürzzuschlag, Graz felé belföldi, illetve Maribor, valamint Olaszország felé a nemzetközi expresszek.

## Ideiglenes forgalmi megoldások az átépítés idejére
Már 2009 közepén elkezdődtek a bontási munkálatok, amint az időközben átépített Wien Meidling állomás teljesen üzemszerűen tudott már működni. A tároló- és rendezővágányokat, és a nem közvetlenül az utasforgalmat szolgáló épületeket már 2009 novemberére elbontották, az Ostbahnhof peronjait két vágány kivételével megrövidítették. 2010 elején a megrövidített vágányokból (1-9 vágányok) és két másik, korábban más célra használt vágányból (új, 10-11 vágányok) egy ideiglenes fejpályaudvart és utasforgalmi zónát alakítottak ki a korábban is innen induló vonalak nagy részének kiszolgálására. A mélyszinti S-Bahn-állomáshoz pedig új kijáratokat nyitottak a korábbi (immár jórészt elbontott) állomásépülettel átellenben, közvetlenül a villamosmegálló felé. A két állomásrész egymástól jelenleg hosszabb gyalogúttal volt csak elérhető. Az ideiglenes fejpályaudvar kijáratánál gyalogátkelőt is létesítettek, mivel a korábbi ostbahnhofi oldalon az építkezés miatt ilyen mérvű gyalogosforgalom veszélyes lenne.
A szűk értelemben vett südbahnhofi részt gyakorlatilag teljesen elbontották, az átépítés alatt az érintett vonatok Wien Meidling állomásra érkeztek és onnan indulnak. Ezzel az átépítés idejére a Südbahnhof megmaradó részeinek a közvetett metrócsatlakozása (U1 Südtiroler Platz) is megszűnt.

## Képek

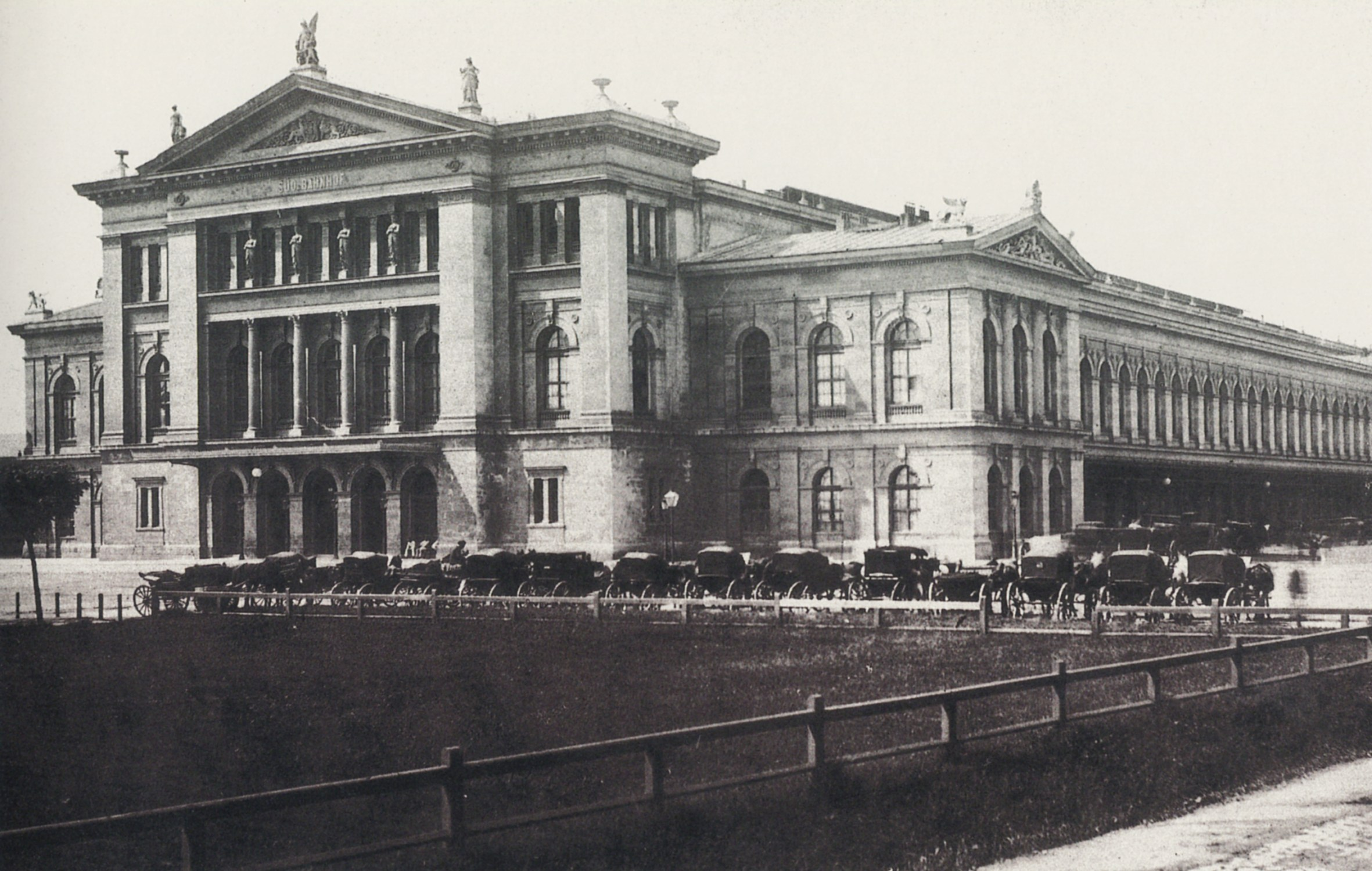
Wien Südbahnhof, 1875 körül
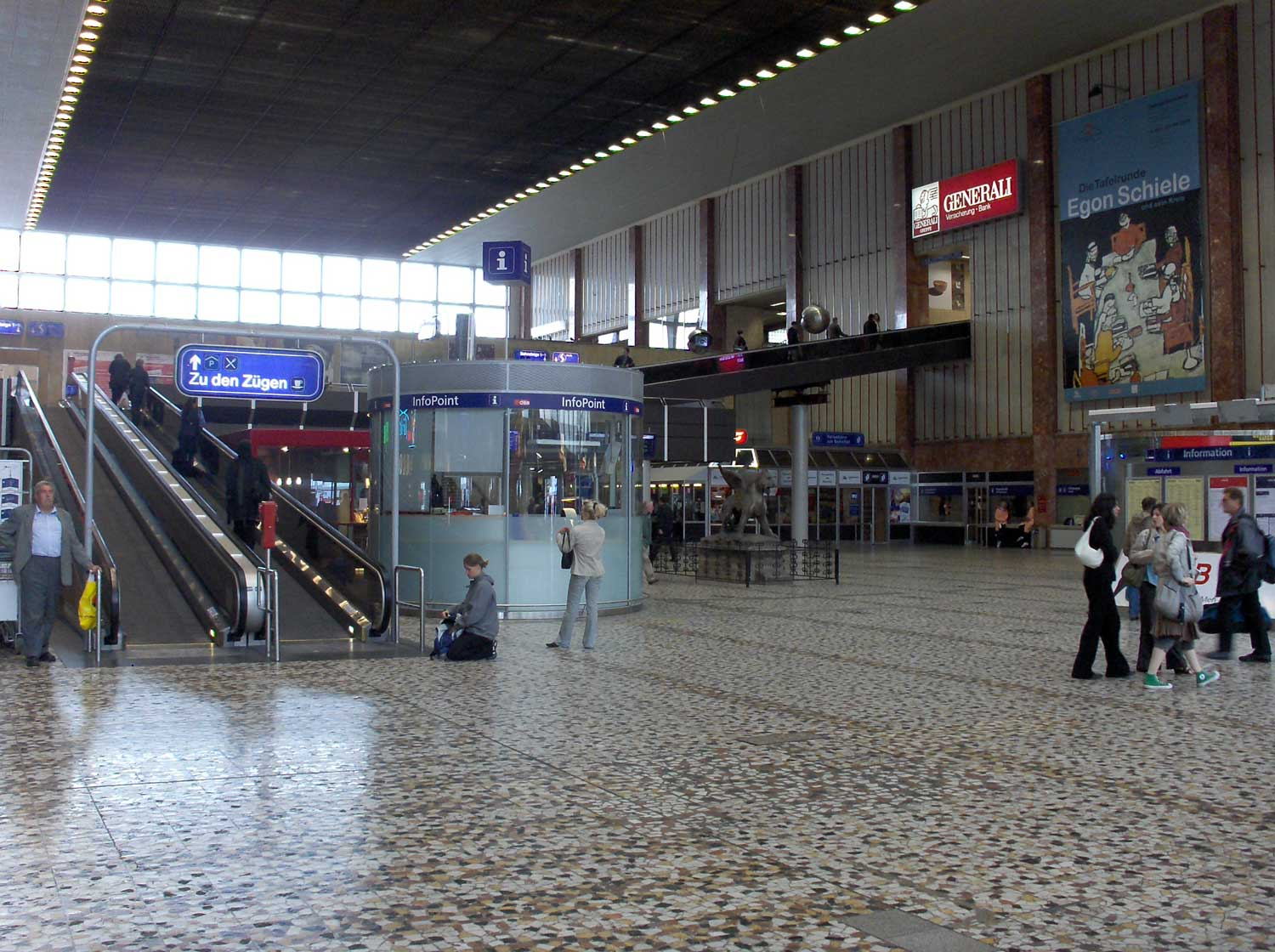
Az utasforgalmi csarnok 2006-ban. A hídszerű mozgójárda a jobb oldalon a südbahnhofi állomásrészhez vezetett, a kép hátsó részének irányában volt az ostbahnhofi állomásrész. Jobbra alul a személypénztárak sora látható
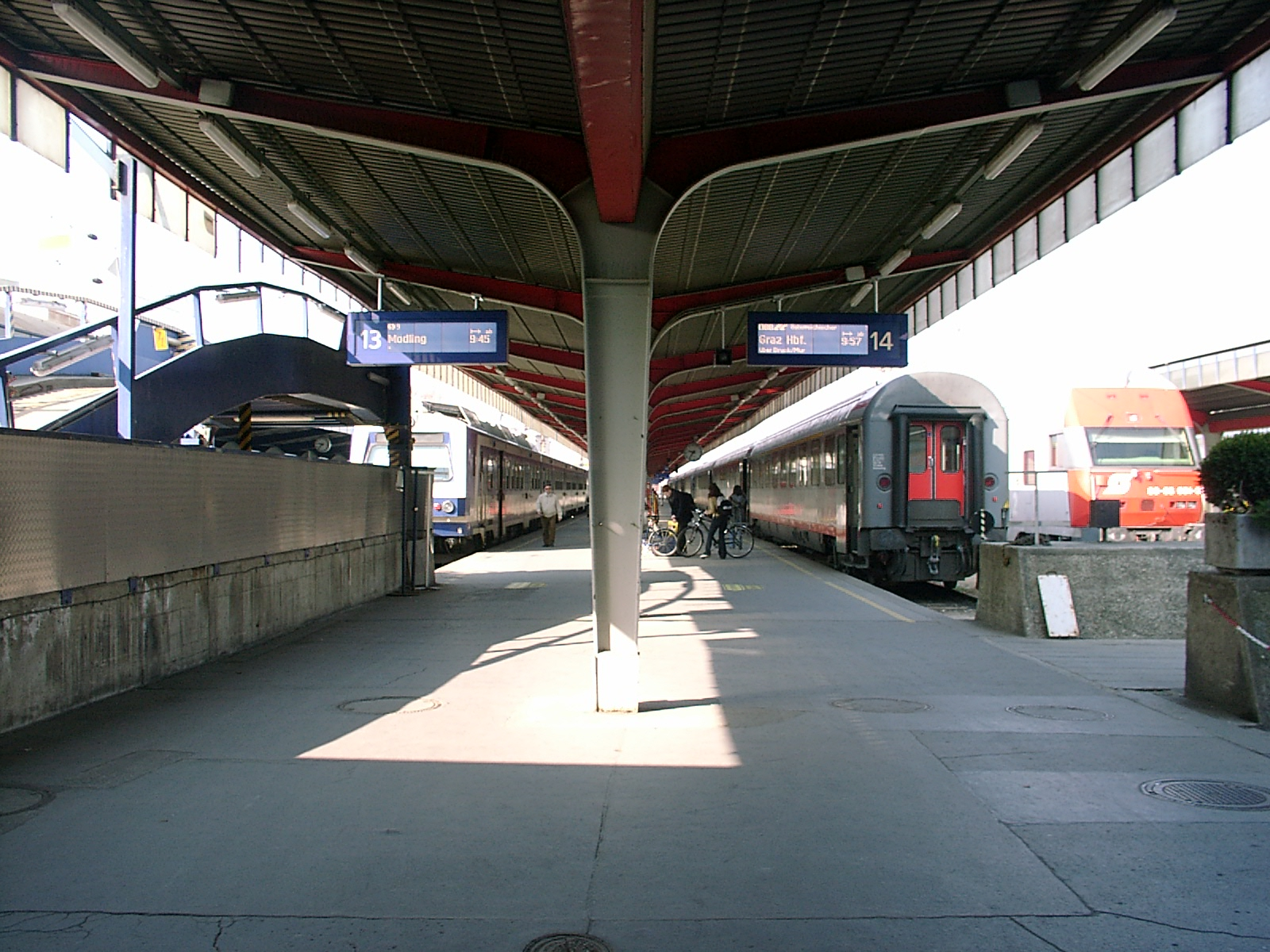
Az állomás südbahnhofi részének egyik peronja (2006) egy bécsi S-Bahn szerelvénnyel, egy EuroCity vonattal és egy regionális vonattal. A bal oldalon jól látható a személygépkocsik bevagonírozására szolgált rakodórámpa